# Temporada del 2002 de pilota valenciana
Heus ací un resum de les principals competicions de Pilota valenciana jugades íntegrament o acabades l'any 2002.

## Professionals

### Escala i corda
| Competició               | Campió        | Subcampió       |
| ------------------------ | ------------- | --------------- |
| Circuit Bancaixa         | Álvaro i Tino | Cervera i Solaz |
| Individual               | Álvaro        | Sarasol I       |
| Trofeu Ciutat de Dénia   |               |                 |
| Trofeu Nadal de Benidorm |               |                 |

### Frontó
| Competició                | Campió | Subcampió |
| ------------------------- | ------ | --------- |
| Obert d'Albal             |        |           |
| Trofeu Platges de Moncofa |        |           |

### Galotxa
| Competició       | Campió | Subcampió |
| ---------------- | ------ | --------- |
| Trofeu Moscatell |        |           |

### Raspall
| Competició                                   | Campió             | Subcampió      |
| -------------------------------------------- | ------------------ | -------------- |
| Campionat Individual                         | Waldo              | Armando        |
| Campionat per equips                         | Carlos i Francisco | Waldo i Vilare |
| Trofeu Gregori Maians                        |                    |                |
| Trofeu Mancomunitat de municipis de la Safor |                    |                |

## Aficionats

### Escala i corda
| Competició          | Campió   | Subcampió    |
| ------------------- | -------- | ------------ |
| Lliga Caixa Popular | ?, ? i ? | ?, Santi i ? |

### Frontó
| Competició | Campió            | Subcampió         |
| ---------- | ----------------- | ----------------- |
| Individual | Puchol            | Pedro             |
| Parelles   | Quart de Poblet A | Quart de Poblet B |

### Galotxa
| Competició      | Campió                     | Subcampió            |
| --------------- | -------------------------- | -------------------- |
| El Corte Inglés | Godelleta                  | Borbotó              |
| Interpobles     | Pati Cafetí Massalfassar A | Yuste Massalfassar A |
| Supercopa       | P.C. Massalfassar          | CP Beniparrell       |

### Llargues
| Competició                 | Campió      | Subcampió |
| -------------------------- | ----------- | --------- |
| Lliga a Llargues d'Alacant | El Campello |           |

#### Palma
| Competició    | Campió | Subcampió |
| ------------- | ------ | --------- |
| Lliga a Palma |        |           |

### Raspall
| Competició                       | Campió            | Subcampió                |
| -------------------------------- | ----------------- | ------------------------ |
| Autonòmic de Raspall al carrer   | Aielo de Malferit | Tavernes de la Valldigna |
| Autonòmic de Raspall en trinquet | Xeraco            | L'Olleria                |

## Internacionals
| Competició                          | Campió                        | Subcampió |
| ----------------------------------- | ----------------------------- | --------- |
| Campionats Internacionals de Pilota |                               |           |
| IV Mundial de Pilota a Mà           |                               |           |
| Frontó internacional                | Selecció Valenciana de Pilota |           |
| Joc internacional                   | Selecció Valenciana de Pilota |           |
| Llargues                            | Selecció Valenciana de Pilota |           |

| Precedit per: Temporada del 2001 de pilota valenciana | Temporada del 2002 de pilota valenciana 2002 | Succeït per: Temporada del 2003 de pilota valenciana |